# Partido Único Nacional de los Trabajadores
De Partido Único Nacional de los Trabajadores (Nederlands: Verenigde Nationale Partij van de Arbeiders, PUNT) was van 1970 tot 1979 de enige toegestane partij in Equatoriaal-Guinea ten tijde van de dictatuur van president Francisco Macías Nguema.

## Geschiedenis
In december 1968 gaf president Macías Nguema tijdens een toespraak te kennen dat hij streefde naar de oprichting van een eenheidspartij die uiting zou geven aan de gevoelens van de bevolking. Na een vermeende couppoging in maart 1969 beloofde de president een einde te maken aan de veelheid van politieke partijen en de instelling van een eenpartijstaat. In het vroege voorjaar van 1970 werden alle politieke partijen in het land verboden en vervangen door een eenheidspartij die vanaf juli 1970 de naam Partido Único Nacional de los Trabajadores (PUNT) droeg. Naar verluidt was de partijnaam gebaseerd op die van de Noord-Koreaanse Arbeiderspartij.
Alle burgers van het land waren lid van de PUNT en moesten zich houden aan verplichtingen die verbonden waren aan het lidmaatschap van de partij. Zo moesten alle volwassen burgers en schoolkinderen eens per week meelopen in een parade ter ere van het regime, een praktijk die in 1975 beperkt werd tot leden van de jeugdbeweging en de nationale militie.
In een referendum dat werd gehouden in 1973 sprak 99% van de bevolking zich uit vóór de nieuwe grondwet die onder meer vaststelde dat Equatoriaal-Guinea een eenpartijstaat is. Bij de verkiezingen van dat jaar verkreeg de PUNT 100% van de stemmen. Een partijcongres, ook in 1973 gehouden, stelde voor president Macías Nguema de volgende titels te verlenen: "Onvermoeibaar en Uniek Wonder van Equatoriaal-Guinea, President-voor-het-leven, opperbevelhebber van het leger, grootmeester van het volksonderwijs, wetenschappen en de traditionele cultuur."
De staatsgreep van luitenant-kolonel Teodoro Obiang Nguema in augustus 1979 maakte een einde aan het regime van Macías Nguema en betekende ook het einde van de PUNT.
De PUNT kende een jeugdafdeling, de Juventudes en Marcha con Macías en een vrouwenafdeling, de Sección Femenina. Deze laatste afdeling was gemodelleerd naar de gelijknamige vrouwenafdeling van de fascistische Falange Española.